# The Bargain! Shop
The Bargain! Shop Holdings, Inc. , ook wel bekend als TB!S, is een discountwinkelketen die actief is in alle Engelstalige provincies van Canada.

## Geschiedenis
The Bargain! Shop is ontstaan als een uitverkoop-winkel van Woolworth Canada. Het ontstond in 1991 uit de failliete boedel van Bargain Harold's. De keten met winkels die gemiddeld 930 m² groot zijn, groeide binnen een jaar na de oprichting uit tot 90 winkels.
In een poging om de Woolworth-winkels in Canada winstgevend te maken, werden eind 1993 101 van de 123 Woolworth-winkels omgebouwd tot The Bargain! Shop, waarmee het totaal aantal winkels op 194 kwam. Sommige van de grotere Woolco-winkels werden ook omgebouwd tot The Bargain! Shop-winkel.
Eind 1999 sloot Venator Group Inc. 109 winkels (waaronder alle winkels in de provincie Quebec), onder tijdsdruk om schulden tijdig af te lossen en verkocht de resterende filialen van The Bargain! Shop aan een Canadese investeringsmaatschappij. Door de sluitingen daalde de omzet  van $ 259 miljoen tot ongeveer $ 100 miljoen.
In 2008 werd aangekondigd dat The Bargain! Shop 93 van de voormalige SAAN-warenhuislocaties had verworven. Deze locaties bevonden zich met name in Atlantisch Canada en Ontario.
In september 2012 begon The Bargain! Shop met het omdopen van zijn winkels in Red Apple in de meeste steden.